# برونو کرنن
برونو کرنن (انگلیسی: Bruno Kernen; ۱ ژوئیهٔ ۱۹۷۲) اسکی‌باز اسکی آلپاین اهل سوئیس بود.